# Kunkel (Familienname)
Kunkel ist ein deutscher Familienname.

## Namensträger
- Adam Kunkel (* 1981), kanadischer Hürdenläufer
- Albrecht Kunkel (Journalist) (* 1938), deutscher Wissenschaftsjournalist
- Albrecht Kunkel (1968–2009), deutscher Fotograf
- Benjamin Kunkel (* 1972), US-amerikanischer Schriftsteller
- Burkard Kunkel (* 1967), deutscher Musiker
- Carsten Kunkel (* 1974), deutscher Rechtswissenschaftler und Hochschullehrer
- Don Kunkel (* 1933), US-amerikanischer Maler und Graphiker
- Eberhard Kunkel (1931–2019), deutscher Comic-Autor und Verleger
- Ekkehard Kunkel (* 1923), deutscher Fußballspieler
- Erich Kunkel (* 1962), deutscher Schriftsteller und Lehrer
- Ernst Kunkel (Politiker, 1901) (1901–1981), deutscher Politiker (SPD), MdL Niedersachsen
- Ernst Kunkel (Politiker, 1908) (1908–1984), deutscher Politiker (SPS), MdL Saarland
- Ernst Kunkel (Politiker, 1924) (1924–1963), deutscher Lehrer und Politiker (CDU), MdL Rheinland-Pfalz
- Ernst Kunkel (Fußballspieler) (1925–1992), deutscher Fußballspieler
- Frank Kunkel (* 1963), deutscher Fußballspieler
- Günther Kunkel (1928–2007), deutscher Botaniker
- Henry G. Kunkel (1916–1983), US-amerikanischer Immunologe an der Rockefeller University
- Holger Kunkel (* 1965), deutscher Schauspieler
- Isolde Kunkel-Weber (* 1954), deutsche Gewerkschafterin
- Jacob Michael Kunkel (1822–1870), US-amerikanischer Politiker
- Johannes Kunkel (um 1630–1703), deutscher Alchimist und Glasmacher, siehe Johannes Kunckel
- Johannes Kunkel (Posaunist) (* 1958), deutscher Posaunist
- Johannes Kunkel (Filmproduzent) (* 1985), deutscher Filmproduzent und Drehbuchautor
- John C. Kunkel (1898–1970), US-amerikanischer Politiker
- John Christian Kunkel (1816–1870), US-amerikanischer Politiker
- Karl Kunkel (1913–2012), katholischer Priester
- Karl-Heinz Kunkel (1926–1994), deutscher Fußballspieler
- Kathrin Kunkel-Razum (* 1959), deutsche Germanistin, Chefredakteurin des Duden
- Klaus Kunkel (1937–2013), deutscher Fußballspieler
- Lilo Kunkel (* 1975), deutsche Organistin und Musikwissenschaftlerin
- Louis M. Kunkel (* 1949), US-amerikanischer Mediziner und Genetiker
- Melina Kunkel (* 2006), deutsche Fußballspielerin
- Otto Kunkel (1895–1984), deutscher Prähistoriker
- Peter Kunkel (Fußballspieler) (* 1956), deutscher Fußballspieler
- Peter Kunkel (Mathematiker) (* 1957), deutscher Mathematiker
- Peter-Christian Kunkel (* 1943), deutscher Jurist
- Robert Kunkel (* 1999), deutscher Eiskunstläufer
- Rolf Kunkel (* 1940), deutscher Journalist und Kisch-Preisträger
- Susann Kunkel (* 1983), deutsche Fußballspielerin und -schiedsrichterin
- Thomas Kunkel (* 1949), US-amerikanischer Genetiker
- Thor Kunkel (* 1963), deutscher Schriftsteller
- Ulrike Kunkel (* 1970), deutsche Journalistin
- Werner Kunkel (1922–2017), deutscher Maler, Zeichner und Grafiker
- Wilhelm Kunkel (1886–1965), deutscher Politiker (DVP)
- Willi Kunkel (1902–1970), deutscher Interbrigadist und Widerstandskämpfer
- Wolfgang Kunkel (1902–1981), deutscher Jurist und Rechtshistoriker
- Wolfram Kunkel (* 1943), deutscher Schauspieler und Musiker
- Yves Kunkel (* 1994), deutscher Handballspieler